# Thrichocalydon havrylenkoi
Thrichocalydon havrylenkoi é uma espécie de coleóptero da tribo Callidiini (Cerambycinae), com distribuição na Argentina e Chile.

## Sistemática
- Ordem Coleoptera
  - Subordem Polyphaga
    - Infraordem Cucujiformia
      - Superfamília Chrysomeloidea
        - Família Cerambycidae
          - Subfamília Cerambycinae
            - Tribo Callidiini
              - Gênero Thrichocalydon
                - T. havrylenkoi (Bosq, 1951)